# Masayoshi Takanaka
Masayoshi Takanaka (高中 正義, Takanaka Masayoshi) est un guitariste, compositeur et producteur musical japonais né le 27 mars 1953 à Tokyo au Japon. Sa musique a été très influente dans les années 1970 et 1980, notamment dans les milieux liés à la city pop.

## Enfance
Né Masayoshi Liu le 27 mars 1953 d'un père chinois venu de Nankin et d'une mère japonaise, mariés après la seconde guerre mondiale, il voit le jour dans l'arrondissement de Akabane, à Tokyo, avant que ses parents ne partent vivre dans le quartier de Shinagawa. Masayoshi est naturalisé lorsqu'il est à l'école primaire, et change son nom de Masayoshi Liu à celui de Masayoshi Takanaka, sa famille prenant le nom de la mère.

## Carrière
En 1969, alors qu'il est encore au lycée, il assiste à un concert du groupe Apryl Fool où l'un des membres, ivre, demande à ce qu'un membre du public vienne jouer à sa place. Il jouera sur scène avec son costume de lycéen.
Il commence sa carrière  musicale en 1971 en tant que guitariste et bassiste du groupe de rock progressif Flied Egg, sous le label Vertigo,, Ceux-ci ne sortent qu'un seul album, Dr Siegel's Fried Egg Shooting Machine en 1972. La même année, il rejoint le groupe Sadistic Mika Band. Le groupe sort trois albums studio et bénéficie, grâce à leur producteur Chris Thomas, d'enregistrements et de tournées en Angleterre. Si le groupe finit par se dissoudre en 1975 après le divorce de ses deux membres fondateur, la formation continuera à exister sans la chanteuse Mika, sous le nom de The Sadistics, et sortira deux albums studios en 1977 et 1978.
Entre les deux formations, Takanaka, décide de sortir en 1976 son premier album solo, Seychelles. Cette première production est très marquée par le funk et la musique exotica alors en vogue au japon qui sera la marque de fabrique de ses albums des années 70. Son second album, en 1977, sort sous le simple nom de Takanaka, et se fait remarquer par une reprise du célèbre morceau Mambo No. 5 de Perez Prado. Par sa proximité avec les artistes Haruomi Hosono et Yukihiro Takahashi, il est invité à jouer de la guitare électrique sur deux morceaux du premier album du Yellow Magic Orchestra. 
En 1979, le morceau Blue Lagoon, tiré de l'album Jolly Jive, rencontre un succès commercial et est réutilisé dans une publicité de la marque Pioneer. Très connu au Japon, le titre atteint la 14e place dans le classement des meilleurs morceaux de guitare par Young Guitar Magazine en 2019,,. En 1980, pour marquer le coup de son sixième album, Takanaka sort un morceau intitulé Mambo n°6, en hommage à la reprise de Mambo No. 5 qui l'avait rendu célèbre plus tôt. 
En 1981, Takanaka sort un album de  jazz rock instrumental, The Rainbow Goblins, basé sur un livre pour enfants du dessinateur italien Ul de Rico. Se classant jusqu'à la troisième place du Top Oricon, il remporte un Planning Award aux 23e Japan Record Award. L'album connaitra une suite en 1997 sous le nom de White Goblin. En 1982, l'album Saudade se place à la première place du Top Oricon, affirmant la popularité du guitariste dans le genre de la jazz fusion.
Des années 70 à 90, Takanaka sort plus d'une trentaine d'albums à raison d'un album par an en moyenne. Le guitariste est produit par le label Kitty Records jusqu'en 1984 puis par EMI de 1985 à 2000. Au milieu des années 90, il travaille un temps avec le groupe Miami Sound Machine. En 2000, il fonde son propre label, Lagoon Records,, et vers le début des années 2000, il sort deux albums à la guitare acoustique : Hunpluged (2000) et The Moon Rose (2002).
Vers la fin des années 2010, à l'instar de Plastic Love et de la redécouverte de la city pop, la compilation All of Me sur laquelle on peut le voir sauter en parachute va connaitre une renaissance en occident via la plateforme YouTube. Le rappeur belge Peet s'en inspire pour son album Todo Bien en 2023.

## Discographie

### Groupes

#### Flied Egg
- 1972 : Dr Siegel's Fried Egg Shooting Machine

#### Sadistic Mika Band
- 1973 : Sadistic Mika Band
- 1974 : Kurofune (黒船, Black Ship(s)?)
- 1975 : Hot! Menu
- 1976 : (live) Mika Band Live In London

#### Sadistics
- 1977 : Sadistics
- 1978 : We Are Just Taking Off
- 1979 : (live) The Live Show

#### Sadistic Mica Band
- 1989 : 天晴
- 1989 : (live) 晴天～ライヴ・イン・トーキョー

#### Sadistic Mikaela Band
- 2006 : Narkissos

### Collaboration
- 1992 : Little Richard Meets Masayoshi Takanaka

### En solo

#### Albums studio
- 1976 : Seychelles
- 1977 :  Takanaka
- 1977 : An Insatiable High
- 1978 :  Brasilian Skies
- 1979 :  Jolly Jive
- 1980 : T-Wave
- 1981 :  The Rainbow Goblins
- 1981 : Alone
- 1982 :  Saudade
- 1983 : Can I Sing?
- 1984 :  夏・全・開 (Open All Summer)
- 1985 : Traumatic - Far Eastern Detectives (1985)
- 1986 :  Jungle Jane
- 1987 : Rendez-Vous
- 1988 : Hot Pepper
- 1989 : Gaps!
- 1990 :  Nail the Pocket
- 1992 : Fade to Blue
- 1993 : Aquaplanet
- 1994 : Wood Chopper's Ball
- 1996 : Guitar Wonder
- 1997 : The White Goblin
- 1998 : Bahama
- 1999 : Walkin'
- 2001 : GUITAR DREAM
- 2004 : Surf & Turf
- 2009 : summer road
- 2010 : Karuizawa Daydream
- 2011 : 40th Year Rainbow

#### Compilations
- 1979 :  All Of Me
- 1993 : The Lover
- 2004 :  Golden Best
- 2022 :  Takanaka All Time Super Best

#### Album de reprises
- 1978 : On Guitar (s'accompagnait d'une collection avec On Bass par Tsugutoshi Gotoh et On Drum par Hiro Tsunoda.)
- 1991 : Ballades
- 1995 : Covers (avec Pauline Wilson)
- 2000 : Hunpluged
- 2002 : The Moon Rose

#### EP
- 1980 :  Finger Dancin
- 1990 :  O' HOLY NIGHT (chants de Noël)

#### Albums live
- 1980 : Super Takanaka Live!
- 1982 :Ocean Breeze
- 1986 :Rainbow Goblins Story / Live at Budokan
- 1986 : Jungle Jane Tour Live
- 1991 :One Night Gig
- 1997 : Niji Densetsu II - Live at Budokan - Time Machine to the Past
- 2001 : The Man with the Guitar (Recorded at Liveteria)
- 2001 : 30th Anniversary Power Live With Friends
- 2014 : Super Studio Live!

## Sources
1. ↑  Rob Arcand et Sam Goldner, « The Guide to Getting Into City Pop, Tokyo’s Lush 80s Nightlife Soundtrack », Vice,‎ 24 janvier 2019 (lire en ligne, consulté le 23 novembre 2019)
2. ↑  (ja) « ギタリスト 高中正義(1) », sur 日本経済新聞,‎ 18 août 2014 (consulté le 25 janvier 2023)
3. 1 2 3  « 【ヒューマン】高中正義、音痴だから歌わない「佐村河内とか同じ」 », Sanspo,‎ 27 septembre 2014 (lire en ligne, consulté le 30 janvier 2021).
4. ↑  « 高中正義 », sur tower.jp, Tower,‎ 30 août 2016 (consulté le 2 décembre 2019).
5. ↑  « Flied Egg | Discography | Discogs », sur Discogs, 17 août 2013 (consulté le 6 janvier 2020).
6. ↑  Robert Michael Poole, « Sadistic Mikaela Band - The group that brought UK rock to Japan in the '70s is back », Metropolis (free magazine),‎ 9 mars 2007 (lire en ligne [archive du 21 mars 2013], consulté le 3 mai 2011)
7. ↑  (ja) « ヤング・ギター厳選『ギター・インストの殿堂100』名演ランキング », sur Young Guitar Magazine,‎ 11 juin 2019 (consulté le 13 juin 2019).
8. ↑  « 【インタビュー】高中正義、『SUPER STUDIO LIVE!』に「誰にもできない自分の音というものを」 », Barks,‎ 3 septembre 2014 (lire en ligne, consulté le 2 décembre 2019).
9. ↑  勘太郎 小栗, « 【高中正義「ブルー・ラグーン」】 歌のないギターが主役の希有なヒット曲 », Diamond,‎ 22 août 2013 (lire en ligne, consulté le 2 décembre 2019).
10. ↑  Discogs entry: Masayoshi Takanaka – The Rainbow Goblins.
11. ↑  « 第23回 日本レコード大賞 », sur 日本作曲家協会 (consulté le 18 juin 2022).
12. ↑  (ja) « Profile TAKANAKA weblog », sur www.takanaka.com (consulté le 15 décembre 2017).
13. ↑  « Masayoshi Takanaka », sur AllMusic (consulté le 15 décembre 2017).
14. ↑  Didier Stiers, « Peet, «Todo bien» », sur Le Soir, 21 février 2023 (consulté le 16 août 2024).